# Dyscolia johannisdavisi
Dyscolia johannisdavisi är en armfotingsart som först beskrevs av Alcock 1894.  Dyscolia johannisdavisi ingår i släktet Dyscolia och familjen Dyscoliidae. Inga underarter finns listade i Catalogue of Life.